# Pingping (micropaiement)
Pingping est un moyen de micropaiement dématérialisé en Belgique offrant à son utilisateur la possibilité d’acheter différents produits et ce, grâce à son téléphone portable. Les achats sont tout aussi bien réalisés au moyen de la technologie NFC (Near Field Communication) que via SMS (Short Message Service).

## Historique
Ce moyen de paiement mobile a été créé en mars 2009 par l’opérateur belge Belgacom.

## Fonctionnement
Les différentes applications liées à ce moyen de paiement sont les suivantes :
- Le paiement du parking par SMS
- Le paiement d’un ticket de transport en commun
- L’utilisation de tickets restaurants numérisés
- Le paiement d’un repas dans une cafétéria
- Le paiement de ses achats dans une grande surface